# 大腦腐蝕
大腦腐蝕或大腦腐爛（brain rot或brainrot）是一个描述因过度觀看低品质網路内容而导致精神和智力退化的术语。近年来在Z世代和阿法世代中流行，反映对網路影响的普遍担忧。2024年，牛津词典将其评选为年度词汇，使用频率增长了230%。
其中早期版稱為網路迷因（Internet meme或memes)，至到2022年才開始出現大腦腐蝕。
在牛津年度詞彙競選中，“Brain rot”击败了“demure”和“romantasy”等其他候选词。牛津大学出版社将其定义为“个人精神或智力状态的恶化，尤其是由于过度沈迷被认为琐碎或没有挑战性的資料（特别是網上内容）所导致”。

## 起源和用途
根据牛津大學出版社的资料，“大腦腐蝕”一词的首次使用可以追溯到1854年亨利·戴维·梭罗的《瓦爾登湖》。在书中，梭罗批评了知识水平標準的下降，认为复杂的思想不再受到重视，并将这一现象与1840年代欧洲的“马铃薯腐烂”相比较，指出社会对深度思考的忽视与当时马铃薯歉收所带来的危机相似。 
早在2004年，这个词就出现在互联网上並開始流行。 2007年，Twitter 使用 brain rot来描述约会游戏节目、视频游戏甚至浏览网络等行为。   在2010年代，该短语在网上的流行度继续增长，并且在2023年成为网络模因，在这一年短暂的流行。     在2024年，该词主要是用来描述阿法世代的网络行为，人們批评他们的「网络成瘾」。   它通常使用於互联网参考有关。 从2023 年到2024 年，该术語的使用频率增加了 230%每百萬詞。  
該詞通常与阿法世代或者Z世代的青少年的年轻人的流行語和流行趋势有关，例如“skibidi”（YouTube 短視頻系列《Skibidi Toilet》）、“rizz ”（魅力）、“ gyatt ”(臀部的一邊)、 “ fanum tax ”(偷食物)、“ sigma ”(指领导者或阿法男生)和 “ delulu ”(妄想的缩写)。 就比如像网络连播剧《Skibidi Toilet》 ，这些网络内容常被加上“大腦腐蝕”的标签 。     其他流行脑残迷因包括 TikTok Rizz Party 和 Quandale Dingle，都使用了該詞彙標籤形容  
在2024年，Y世代的澳大利亚参议员法蒂玛·佩曼（Fatima Payman）因在澳大利亚议会发表简短演讲时使用阿法世代的流行語而成为头条新闻。她表示，这次演讲是针对“我们社会中经常被遗忘的群体”，即Z世代和阿法世代，并称她将“用他们熟悉的语言来表达我声明的剩余部分”。佩曼用俚语批评了政府禁止14岁以下儿童使用社交媒体的计划，最后说道：“虽然你们中的某些人还不能投票，但我希望，当你们投票时，你们会身处一个更加好的澳大利亚，拥有一个更有气场的政府。Skibidi！”这篇演讲稿由一名21岁的工作人员撰写，被一些人称为网络世界之外的“脑残”的典型例子。